# NGC 2858
NGC 2858 ist eine linsenförmige Galaxie vom Hubble-Typ S0/a im Sternbild Hydra südlich der Ekliptik. Sie ist schätzungsweise 157 Mio. Lichtjahre von der Milchstraße entfernt und hat einen Durchmesser von etwa 80.000 Lj.

Im selben Himmelsareal befindet sich u. a. die Galaxie IC 534.
Das Objekt wurde am 3. März 1864 vom deutschen Astronomen Albert Marth entdeckt.